# Pseudobunaea cyrene
Pseudobunaea cyrene är en fjärilsart som beskrevs av Gustav Weymer 1908. Pseudobunaea cyrene ingår i släktet Pseudobunaea och familjen påfågelsspinnare. Inga underarter finns listade i Catalogue of Life.